# Esclarmonde
Esclarmonde è un'opera lirica od Opera romantica in quattro atti di Jules Massenet su libretto di Alfred-Édouard Blau e Louis Ferdinand de Gramont, basata sui racconti cavallereschi medievali raccolti nel Parthenopeus de Blois di Denis Pyramus.
All'Opéra Comique il 10 settembre 1889 avviene la cinquantesima recita con Sybil Sanderson.
Al La Monnaie/De Munt la prima è stata il successivo 27 novembre.
All'Opéra Comique il 6 febbraio 1890 avviene la centesima recita sempre con la Sanderson.
Al Teatro dell'Ermitage di San Pietroburgo avviene la prima il 16 gennaio 1892 con la Sanderson.
Negli Stati Uniti la première è stata il 10 febbraio 1893 al French Opera House di New Orleans con la Sanderson. 
Il successivo 13 dicembre avviene la prima nel Théâtre des Arts di Rouen. 
Al Grand Théâtre di Ginevra la prima è stata il 30 gennaio 1897.
Al Palais Garnier di Parigi avviene la prima nel 1923.
Il 6 febbraio 1924 avviene la prima a Strasburgo.
Dopo l'iniziale successo all'Expo 1889, l'opera uscì presto dal repertorio, soprattutto a causa della notevole difficoltà del ruolo (oltre a considerevoli capacità virtuosistiche, richiede un'estensione fino al sol sovracuto), tanto che già nei primi decenni del '900 non era più eseguita; in seguito a sporadiche riesumazioni, Esclarmonde fu riportata al successo dal soprano Joan Sutherland, che la ripropose (seppur con accomodamenti di tono) nei maggiori teatri negli anni settanta e ottanta, oltre ad inciderla nel 1975.
Al San Francisco Opera avviene la première nel 1974 diretta da Richard Bonynge con Joan Sutherland, Huguette Tourangeau e Giacomo Aragall.
Al Metropolitan Opera House la première è stata nel 1976 diretta da Bonynge con la Sutherland, la Tourangeau, Aragall e Louis Quilico ed ha avuto 10 recite.
Al Royal Opera House, Covent Garden di Londra la première è stata nel 1983 diretta da Bonynge con la Sutherland ed Ernesto Veronelli. 
In Italia la prima è stata nel 1992 al Teatro Regio di Torino con Aleksandrina Pendačanska e Michele Pertusi.
Al Teatro Massimo Vittorio Emanuele di Palermo la prima è stata nel 1993 diretta da Gianandrea Gavazzeni con Denia Mazzola Gavazzeni, Pietro Ballo e Bonaldo Giaiotti.
Nel 1998 è stata rappresentata in concerto al Queen Elizabeth Hall di Londra.
Nel 2005 è andata in scena nella George Washington University di Washington.
Oggi l'opera è eseguita occasionalmente, generalmente in forma di concerto.

## Cast della prima assoluta
- Parigi, Théâtre de la Ville per l'Opéra Comique, 15 maggio 1889.
- Direttore: Jules Danbé

| Ruolo                | Registro vocale | Interprete                   |
| -------------------- | --------------- | ---------------------------- |
| Esclarmonde          | soprano         | Sybil Sanderson              |
| Parséis              | mezzosoprano    | Orea Nardi                   |
| Roland               | tenore          | Frédéric-Étienne Gibert      |
| Énéas                | tenore          | Gustave Prosper Herbert      |
| Arcivescovo di Blois | baritono        | Maximilien-Nicolas Bouvet    |
| Phorcas              | basso           | Émile-Alexandre Taskin       |
| Cléomer              | baritono        | Auguste-Acanthe Boudouresque |

## Caratteri generali
La storia compositiva di Esclarmonde è piuttosto ambigua per quanto riguarda la cronologia. Le fonti ufficiali fanno cenno al 1887, quando in un salotto parigino Massenet conosce il soprano californiano Sybil Sanderson, che lo lascia sbigottito con la sua interpretazione della celebre aria della Regina della Notte Der Hölle Rache, dove esibisce una coloratura funambolica e un'estensione eccezionale (fino al sol sovracuto); il giorno dopo, il compositore riceve dal suo editore, Georges Hartmann, il manoscritto dell'opera, capendo immediatamente di aver appena trovato l'interprete ideale. Ritiratosi al Grand Hotel di Vevey, dove soggiorna anche la Sanderson, Massenet attende alla composizione dell'opera. Il soprano partecipa attivamente al lavoro, tanto che l'autore – a spartito finito – le fa apporre la sua firma accanto alla propria. Tuttavia, è pressoché assodato che la composizione sia iniziata prima, nel tardo 1886, e che l'incontro con il soprano statunitense sia servito piuttosto come "catalizzatore".
Il libretto, tratto dalle chansons de geste raccolte nel volume Parthenopeus de Blois da Denis Pyramus, era già stato scritto nel 1871 con il titolo di Pertinax; nel 1882 fu offerto al compositore belga Auguste Gevaert nella speranza che lo musicasse, aggiungendo in questo modo al repertorio francese – secondo la tradizione coeva – un'opera mitologica che ricordasse la produzione wagneriana.
Gli autori del libretto introdussero diverse varianti:
- Il nome della protagonista passò da Mélior a Esclarmonde
- Il personaggio di Roland deve il suo nome all'Orlando furioso; allo stesso modo, anche l'isola – intesa come luogo di passione – è tratta dal poema, richiamando l'amore tra Ruggero e Alcina
- L'espediente di impedire a Esclarmonde di farsi vedere da Roland deriva dal Lohengrin, così come il sonno in cui cade la protagonista è ispirato alla figura di Brünnhilde nella Valchiria, così come il sonno di Kundry nel Parsifal. Forse è più simile a questa seconda figura, poiché entrambe vengono destate dal loro sonno da un incantatore (sempre cantato da un basso) dopo essere state evocate ed essersi letteralmente materializzate dal nulla sul palco in una nube di fumo.

L'opera fu scritta per l'Expo del 1889, in occasione della quale fu inaugurata la Torre Eiffel. Alla prima (che ebbe un successo ragguardevole) colpì molto l'allestimento della scena dell'incantesimo, che fu realizzata con una lanterna magica che proiettava su uno schermo le scene di sette quadri di Eugène Grasset.

## La musica
Musicalmente, l'opera è la più ambiziosa di Massenet, in quanto coniuga un'impostazione e stile wagneriani a melodie e strutture francesi.
L'influenza wagneriana si avverte soprattutto nel soggetto, nell'orchestrazione sontuosa e nella presenza di un Leitmotiv, suddiviso in "motivi caratteristici", cioè melodie ricorrenti per un personaggio o un sentimento, e quelli "di situazione", ossia lo sfondo musicale creato dall'orchestra come sostegno alle singole scene.
In Esclarmonde, i temi caratteristici sono nove: quelli della protagonista, di Roland, delle nozze, del torneo e due per l'incantesimo.
L'orchestrazione possiede una notevole gamma di colori e sfumature, finalizzati all'ampliamento dell'effetto drammaturgico di ogni scena; questa tecnica, tipicamente wagneriana, è stata rielaborata a tal punto da Massenet che non si può parlare di imitazione, ma di vera e propria rielaborazione, tanto che il critico Camille Beillague disse che la musica,  già lussureggiante, fosse «lussuosa».

## Trama

### Atto I
Bisanzio.
L'imperatore Phorcas decide di abdicare in favore della figlia Esclarmonde, ma a due condizioni: ella deve prima compiere 20 anni, inoltre dovrà sposare il cavaliere che vincerà il torneo indetto per trovarle un marito; fino ad allora, dovrà nascondersi dietro un velo.
Esclarmonde è riluttante, confessando alla sorella di essere innamorata di un cavaliere, Roland; tramite Énéas, fidanzato della sorella, viene a sapere che Roland è promesso a Bathilde, figlia del re Cléomer. La giovane decide di trasportarlo su un'isola magica per sedurlo; per portare a termine il suo scopo, ricorre a un incantesimo: fa trovare a Roland una barca che lo conduce all'isola, dove arriva immerso in un sonno profondo.
Si risveglia tra le braccia di Esclarmonde, che gli promette un matrimonio e la gloria, a patto che non cerchi di svelare la sua identità.
Dopo una notte d'amore, Roland parte alla volta di Blois, conquistata dai Saraceni, per tentare di liberarla; la principessa gli promette di raggiungerlo ogni notte ovunque andrà, donandogli una spada magica con cui sconfiggere il nemico.

### Atto II
Roland vince la battaglia e come ricompensa ottiene la mano della principessa Bathilde, rifiutando però l'offerta senza rivelarne il motivo; l'arcivescovo di Blois, insospettito, lo costringe a rivelare il suo segreto, irrompendo di notte nella stanza dove Roland ed Esclarmonde si accingono a passare la notte. La principessa è smascherata dal religioso, ed è costretta tra le lacrime a rinunciare al giovane, che finalmente può vedere il suo volto. Esclarmonde se ne va scortata dagli spiriti del fuoco.

### Atto III
Esclarmonde è caduta in un sonno profondo, ma è svegliata dal padre, che le intima di rinunciare a Roland, pena la perdita dei suoi poteri e l'esecuzione del giovane; la principessa non può fare altro che obbedire, comunicando al cavaliere la sua decisione. Il giovane, prostrato dal dolore, decide di farsi uccidere combattendo in un torneo, che però finisce per vincere.
La gara è proprio quella per la mano di Esclarmonde, che ora è libera di amare Roland e di mostrargli il suo volto.

## Vocalità
Il ruolo di Esclarmonde è uno dei più impervi dell'intero repertorio. Richiede un soprano lirico di coloratura di notevole estensione e dalla coloratura "spericolata", oltre al possesso di una dinamica solida e un legato da manuale. Inoltre sono numerose le difficoltà tecniche: salti d'ottava, trilli e staccati in zona acuta.
La tessitura della parte spazia su due ottave e mezzo, dal do centrale al sol sovracuto (do3 – sol5); Massenet, avendo scritto la parte su misura per l'eccezionale estensione vocale della Sanderson, ha però previsto per quei soprani che non riescono a toccare questa nota, la possibilità di abbassarla ad un mi naturale sovracuto.

## Discografia
Sono disponibili diverse edizioni dell'opera con Joan Sutherland: tre dal vivo (1974, '76 e '83) e una in studio (1975). Sono reperibili anche le trasmissioni live da Torino (1992) e da Budapest (1994)
- Esclarmonde - Dame Joan Sutherland/Huguette Tourangeau/Giacomo Aragall/National Philharmonic Orchestra/Richard Bonynge, 1976 Decca